# 小行星7235
小行星7235（7235 Hitsuzan）是一颗围绕太阳公转的小行星。1986年10月30日，關勉在藝西天文台发现了此天体。
該小行星以日本高知縣高知市的筆山命名。
这颗小行星的绝对星等为45.61327等。